# Вокил
Воки́л (болг. Вокил) — село в Силістринській області Болгарії. Входить до складу общини Дулово.

## Населення
За даними перепису населення 2011 року у селі проживали 1204 особи.
Національний склад населення села:
| Національність   | Кількість осіб | Відсоток |
| ---------------- | -------------- | -------- |
| турки            | 1125           | 98,8%    |
| болгари          | 13             | 1,1%     |
| Всього відповіли | 1139           |          |

Розподіл населення за віком у 2011 році:
Динаміка населення: